# دیبوک (فیلم)
دیبوک (به هندی: Dybbuk) فیلمی محصول سال ۲۰۲۱ و به کارگردانی جی کی است. در این فیلم بازیگرانی همچون عمران هاشمی و نیکیتا دوتا ایفای نقش کرده‌اند.